# Marcel Khalife
Marcel Khalife in arabo مرسيل خليفة‎? (ʿAmshīt, 10 giugno 1950) è un compositore, cantante e suonatore di oud libanese.
Dal 1970 al 1975 ha insegnato al conservatorio di Beirut. Nel 1976 creò Al Mayadeen Ensemble e divenne famoso in tutto il mondo grazie a canzoni quali Ummī (Madre mia), Rītā wa l-bundūqiyya (Rita e il fucile) e Jawāz al-safar (Passaporto), basate sulle poesie di Mahmoud Darwish.
Nel 1999 ricevette il Palestine Award for Music (premio palestinese per la musica). Khalife a sua volta devolvé il compenso ricevuto a favore del conservatorio nazionale di musica all'Università di Bir Zeit in Palestina. Nel 2005, Khalife fu nominato Artista per la Pace dall'UNESCO.

## Biografia

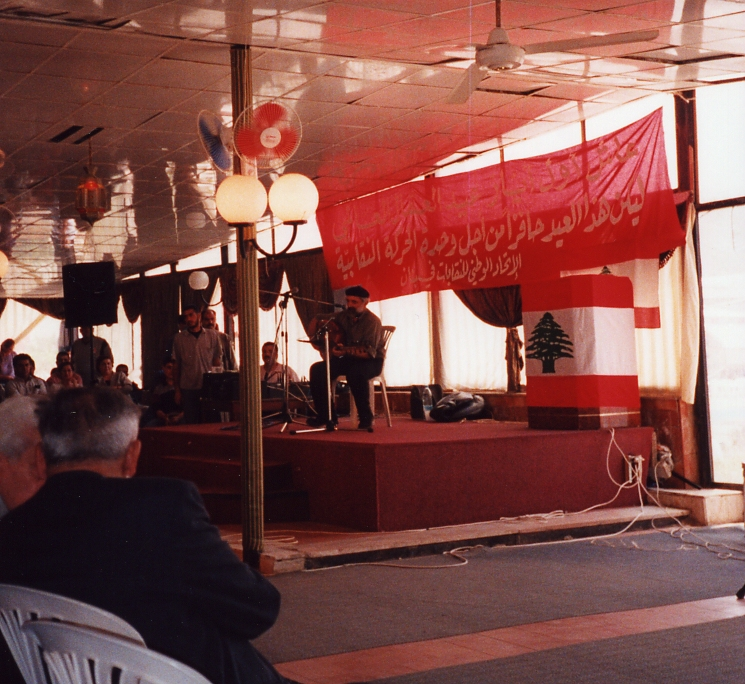
Khalife mentre si esibisce ai festeggiamenti della festa del lavoro a Beirut

Marcel Khalife è nato nel 1950 in ʿAmshīt, un piccolo villaggio costiero a nord di Beirut, nel Governatorato del Monte Libano. Suo nonno era un pescatore.
La sua prima lezione di musica la ricevette grazie a un soldato in pensione, insegnante nel suo villaggio, Hanna Karam, che consigliò ai genitori del ragazzino di fargli continuare a studiare musica. Sua madre morì di cancro quando Khalife aveva 16 anni. Studiò oud all'Accademia Nazionale di musica di Beirut e contribuì all'espansione dell'utilizzo dell'oud.
Dal 1970 al 1975, insegnò al conservatorio di Beirut e altre istituzioni locali e fu in tour nel Vicino Oriente, Nord Africa, Europa e Stati Uniti facendo performance da solista con l'oud.
Nel 1972, Marcel Khalife creò un gruppo musicale nel suo villaggio natìo con l'obiettivo di rivalorizzare la cultura musicale locale e la musica corale araba. Le prime performances avvennero in Libano durante la guerra civile libanese nel 1975. Durante la guerra, rischiò la vita in sale da concerto bombardate.
Nel 1983, Paredon Records, ora nota come Smithsonian Folkways, pubblicò Promesses de la tempête (وعود العاصفة), una piccola collezione di canzoni di protesta e canzoni popolari a sfondo politico.

### Al Mayadeen ensemble
Il lavoro di Khalife combina musica araba tradizionale con elementi occidentali come il pianoforte. Marcel Khalife usa prevalentemente poesia araba moderna (come Mahmoud Darwish) e muwaššḥat (musica dell'Andalusia). Khalife compone e canta la poesia del poeta palestinese Mahmoud Darwish, canzoni sul nazionalismo e sulla rivoluzione.
Il 1976 vide la nascita di Al Mayadeen Ensemble. Al-mayadeen (traslitterazione anglofona di al-mayadīn) è il plurale di maydān, il cui significato è sia campo sia piazza, il sito di eventi festivi, matrimoni, canzoni e danza. Arricchito dalle esperienze musicali pregresse del gruppo, il contesto di Al Mayadeen si estese ben oltre il Libano, mettendo in scena le canzoni Ummī (Madre mia), Rītā wa l-bundūqiyya (Rita e il fucile) e Jawāz al-safar (Passaporto), basati sulla poesia di Darwish. Il gruppo è stato in tour negli Stati arabi, Europa, Stati Uniti, Canada, Sud America, Australia e Giappone.
Marcel Khalife è stato più volte invitato a partecipare a festival di fama internazionale come quelli di Baalbek, Beit Eddine (Libano), Antiochia (Turchia), Cartagine, Hammamet (Tunisia), Timgad (Algeria), Gerasa (Giordania), Arles (Francia), Krems, Linz (Austria), Brema (Germania), ReOrient (Svezia), Pavia (Italia), World Music Festival a San Francisco, New York, Cleveland (Ohio). Khalife si è esibito in molte sale prestigiose come la Place des Arts a Montréal, Symphony Space and Merkin Concert a New York, il "Kennedy Center" a Washington, Berklee Theatre e il New England Conservatory a Boston, Royal Festival Hall e Queen Elizabeth Hall a Londra, UNESCO Palace di Beirut, l'Opera del Cairo (Egitto).

### Produzioni strumentali
Il suo lavoro recente consiste prevalentemente di lavori strumentali come il  Arabian Concerto, The Symphony of Return, Chants of the East, così come il Concerto Al-Andalus, Suite for Oud and Orchestra, e un pezzo chiamato Sharq. In arabo, la parola 'sharq' significa  'est', 'Oriente', e il pezzo è una memoria della tradizione musicale araba che è stato scritto da Khalife per 100 cantanti corali e 100 musicisti.
Altri lavori recenti includono Mudāʿaba (Carezza), Dīwān al-ʿŪd, Jadal ʿŪd duo, Oud Quartet, al-Samāʿ in forma araba tradizionale e Taqāsīm, un duetto per oud e contrabbasso. Le composizioni di Marcel Khalife sono state esibite da numerose orchestre, specialmente la Kiev Symphony Orchestra, la Academy of Boulogne Billancourt Orchestra, la San Francisco Chamber Orchestra, l'orchestra della città di Tunisi, la Qatar Philharmonic Orchestra and la Absolute Ensemble. Lorin Maazel ha recentemente diretto i lavori orchestrali di Khalife.

### Marcel, Rami e Bachar Khalife
Nel 2011, una nuova collaborazione familiare debuttò al Beirut Music & Art Festival sotto il nome di ‘Marcel, Rami & Bachar Khalife’. Il concerto mostrò una fusione di musica orientale, elettronica, classica e percussiva composta dal trio. La collaborazione fu molto acclamata dalla critica. Il trio padre-figlio presentò una mescolanza molto energetica di oud, piano e percussioni, avvolto in un fremito di sintetizzatori elettronici e tastiere korg.
Il debutto del trio Marcel, Rami & Bachar Khalife al concerto di Beirut Music & Art Festival 2011 riecheggiò per tutta Beirut, con molti presentatori promuoventi questa performance collaborativa come una 'rivoluzione musicale'. Il concerto, durato due ore, è stato trasmesso su MTV.
(Marcel, Rami e Bachar Khalife)

### Tunisia
Nel 2005, Marcel Khalife annunciò che la sua musica e le sue canzoni sono state bandite in Tunisia dalle stazioni radio e TV controllate dallo Stato. Lui avrebbe potuto aver contrariato le autorità tunisine durante un concerto in Carthage in agosto quando dedicò una canzone agli arabi imprigionati in Israele e negli stati arabi. In quel contesto, Khalife espresse il suo supporto per i diritti degli attivisti politici che sostennero uno sciopero della fame prima e dopo il World Summit on Information Society tenutosi in Tunisi nel novembre 2005.
Nel luglio del 2009, Khalife ritornò in Tunisia per esibirsi nello stage dell'anfiteatro romano in tutto esaurito, come parte del 45-mo International Festival of Carthage. Rivolto agli spettatori, Khalife aprì il concerto dicendo:

### Il caso Ana Yousef, ya Abi
Khalife è stato tre volte (1996, 1999 and 2003) sotto azione penale per la sua canzone Io sono Giuseppe, o Padre, scritta dal poeta palestinese Mahmoud Darwish. Khalife fu accusato di offesa ai valori religiosi per aver incluso un verso di due righe tratto da un capitolo del Corano.
Khalife registrò la canzone nel 1995 nel suo album "The Arabic Coffee Pot" che era basato su un poema del 1992 del notissimo poeta palestinese Mahmoud Darwish. Il poema adatta questo verso dalla storia di Yūsuf (Giuseppe) nel Corano: "Oh padre, ho visto undici stelle e il sole e la luna inchinarsi di fronte a me in mio omaggio." Il poema racconta la storia del come i fratelli di Yūsuf fossero invidiosi di lui poiché era attraente e gentile. La storia rifletteva le sofferenze del popolo palestinese.
Nel 1999, il caso fu portato alla presenza della corte dal giudice appena incaricato per l'investigazione, ʿAbd al-Raḥmān Shihāb, il quale disapprovava Marcel per aver "insultato i valori religiosi avendo usato un verso dalla Sūrat Yūsuf (capitolo intitolato a Giuseppe) del Corano in una canzone". Marcel era passibile di condanna da sei mesi a tre anni di imprigionamento per avere pubblicamente insultato la religione (articolo 474 del codice penale libanese) e blasfemia (articolo 473 del codice penale, da un mese ad un anno di prigione).
Alcuni esponenti sunniti in Libano decretarono che cantare i versi del Corano era "assolutamente da bandire ed inaccettabile". L'autorità religiosa più elevata in Libano, il gran mufti sceicco Muḥammad Rashīd Qabbānī, ha più volte sostenuto che Khalife era colpevole di blasfemia per aver cantato un verso del Corano. Lo sceicco Qabbānī disse: "Esiste un limite alla libertà di manifestazione del pensiero. Un limite è che questa non offenda la fede religiosa della gente."
Dimostrazioni di solidarietà arrivarono da molte parti, intellettuali, organizzazioni per i diritti umani e gente ordinaria. Fu tenuto un meeting a Beirut dove 2000 persone cantarono insieme la canzone sotto processo. Marcel Khalife ricevette persino supporto dallo sceicco Moḥammad Ḥusayn Faḍlallāh, a un teologo sciita. Il famoso scrittore libanese Elias Khoury criticò aspramente il processo, così come Mahmoud Darwish, il quale disse:
Ghada Abu Karrum, il giudice, respinse l'accusa e proclamò Khalife innocente dall'accusa di aver disonorato l'Islam. Come afferma il verdetto:
[...] Quindi, è chiaro dall'ascolto di cassetta e CD in questione che l'imputato ha cantato il poema in solennità e compostezza che rivela una profonda percezione dell'umanità espressa nel poema ornamentata dalla frase sacra. [Egli è] devoto nella sua espressione – nella forma e nel contenuto – in una performance che non comporta alcuna violazione della santità del testo coranico, o offesa ad esso o al suo contenuto, né tantomento rivela alcun intento di incitare al discredito esplicitamente o implicitamente, né attraverso parole, né significato, né musica.»
La sua versione di Ana Yousef, ya Abi è stata inclusa nell'album del 2010 Listen to the Banned ("Ascolta ciò che è bandito").

## Vita personale
Khalife vive ad Amchit, Libano, con sua moglie Yolla Khalife. Yolla Khalife è una cantautrice.
Il suo figlio primogenito, Rami Khalife, laureato presso la Juilliard School, è un virtuoso pianista e ben affermato compositore. Rami Khalife è stato giudicato come uno dei più avvincenti compositori della sua generazione. Nell'ottobre del 2011, la Qatar Philharmonic Orchestra, sotto la conduzione del direttore James Gaffigan, mostrò in anteprima 'Chaos' di Khalife, orchestra e piano, con Khalife alla guida come solista. In febbraio 2013, 'Requiem', ispirata dalla primavera araba, venne presentata in anteprima all'interno dello stesso programma della suite "Oriental" di Marcel Khalife, riscuotendo enorme successo da parte della critica.
Il suo secondogenito Bachar Khalife, è un compositore di successo, percussionista, pianista, cantante, poeta ed artista non convenzionale.
Suo nipote Sari Khalife è un violoncellista.

## Lavori

### Libri
Il compositore scrisse nel 1982 una Antologia dello studio dell'oud in sei tomi. Lo scopo del suo lavoro è di razionalizzare le tradizioni musicali ed è un tentativo di sviluppare le tradizioni musicali arabe.
Uno scritto successivo è il Jadal Oud Duo, che è:
Ha anche scritto Samaa.

### Performance
- 2005.11.14: Lincoln Theatre Washington DC, USA[8]
- 2004.01.12: Kennedy Center Washington DC, USA[9]
- 2008.10.10: De Roma Borgerhout, Antwerp, Belgio[10]
- 2011.03.13: Al-Bustan Concert Series, Philadelphia, PA, USA[11]
- 2014.11.15: Al-Bustan Concert Series, Philadelphia, PA, USA[12]

### Film
Marcel Khalife ha composto colonne sonore per film, documentari e romanzi, prodotti da Maroun Baghdadi, Oussama Mohammed, Sophi Sayhf Eddin e Sami Zikra. La sua musica è anche apparsa nel documentario Occupied Minds prodotto da Jamal Dajani e David Michaelis, e nel film documentario Sons of Eilaboun di Hisham Zreiq.
Nel 2002, le reti televisive europee trasmessero un documentario su Marcel Khalife. Il documentario, chiamato Voyageur, presenta 33 selezioni tratte dal repertorio di Khalife, che varia da composizioni solistiche di oud, a rappresentazioni vocali di poesia araba, a composizioni orchestrali, colonne sonore di film e balletti.
Le Luth Sacrilège è un altro documentario, diretto da Pierre Dupouey, prodotto da Ognon Pictures e Mezzo. Il documentario racconta la storia del secondo processo a cui Marcel Khalife andò incontro nel 1998 per la sua canzone Ana Yussef (Sono Joseph).
Nel 2009, la regista Cherien Dabis terminò il suo film di debutto Amreeka con la canzone di Khalife "Jawaz al-safar" ("Passaporto").

### Conferenze
Marcel Khalife tenne una conferenza il 12 marzo 2013 all'American University of Sharjah riguardo al suo ultimo CD, The Fall of the Moon, e la sua attrazione per le ultime produzioni di Mahmoud Darwish. In quel contesto parlò anche riguardo alla possibilità di pubblicare la sua autobiografia in due volumi.

## Discografia

### Album in studio
- 2018 – Sing a Little (con Abeer Nehme)